# Saint-Marcellin-en-Forez
Saint-Marcellin-en-Forez är en kommun i departementet Loire i regionen Auvergne-Rhône-Alpes i centrala Frankrike. Kommunen ligger i kantonen Saint-Just-Saint-Rambert som tillhör arrondissementet Montbrison. År 2022 hade Saint-Marcellin-en-Forez 5 088 invånare.

## Befolkningsutveckling
Antalet invånare i kommunen Saint-Marcellin-en-Forez
| Referens: INSEE |